# Miguel Molina (pilota automobilistico)
Miguel Molina González (Gerona, 17 febbraio 1989) è un pilota automobilistico spagnolo,attualmente impegnato nel campionato del mondo endurance con l'Hypercar della Scuderia Ferrari.
È stato membro del Programma Giovani Piloti del Circuito di Catalogna.

## Carriera

### Karting
Come molti piloti da corsa, Molina ha iniziato la sua prima carriera negli sport motoristici nel karting, vincendo successivi campionati spagnoli cadetti nel 1999 e 2000, nonché il Campionato catalano junior nel 2001 e il Campionato spagnolo junior nel 2003.

### Inizio carriera
Nel 2004, Molina ha iniziato la sua carriera in monoposto nella serie spagnola di Formula Junior 1600, dove ha concluso la stagione al sesto posto. L'anno successivo è salito al campionato Eurocup Formula Renault 2.0 con la Pons Racing, segnando tre punti per finire la stagione al ventottesimo posto assoluto. Nel 2006 è passato al Campionato spagnolo di Formula Tre con il team Racing Engineering, ottenendo una vittoria in gara e altri cinque podi concludendo la stagione al sesto posto in classifica.

### Formula Renault 3.5 Series
Verso la fine del 2006, Molina è entrato a far parte della Formula Renault 3.5 Series con la GD Racing, gareggiando nelle ultime sei gare della stagione, segnando un punto nell'ultima gara della stagione a Barcellona.
Per il 2007, Molina è passato alla serie a tempo pieno con Pons Racing, ottenendo due vittorie in gara (a Estoril e a Barcellona) e altri due podi, arrivando al settimo posto nella classifica finale. Nel 2008 ha gareggiato ancora una volta nel campionato, gareggiando con il connazionale Álvaro Barba per la Prema Powerteam. Ha ottenuto quattro podi durante la stagione, comprese le vittorie in gare al Nürburgring e all'Estoril, finendo quarto in campionato. Dopo i test per Prema, Epsilon Euskadi e KTR durante la bassa stagione, Molina è stato ingaggiato da Ultimate Motorsport per la stagione 2009. Nonostante la squadra si sia ritirata dagli ultimi due round, Molina è arrivato ottavo in campionato.

### Superleague Formula
Nel giugno 2009, Molina ha debuttato nella serie Superleague Formula, prendendo parte al round di apertura della stagione al Magny-Cours per l'Al Ain. Ha concluso la prima gara al nono posto prima di prendere il quarto posto nel secondo evento.

### DTM

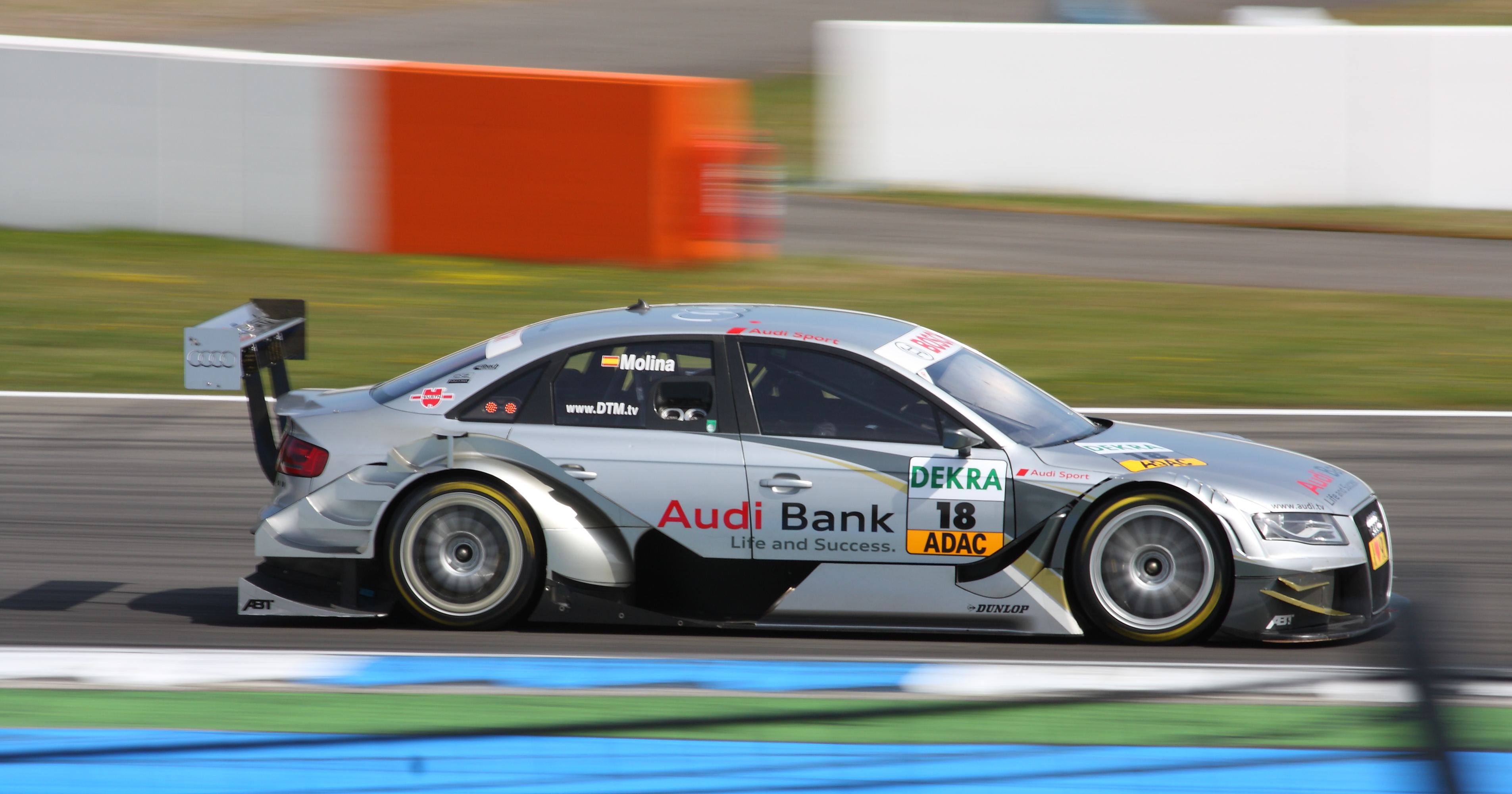
Molina al suo debutto nel DTM a Hockenheim nel 2010

Molina è passato dalle monoposto alle auto da turismo nel 2010, unendosi alla squadra ufficiale dell'Audi Sport Team Abt Sportsline nella serie DTM, dove ha corso con un'Audi A4.

### Endurance

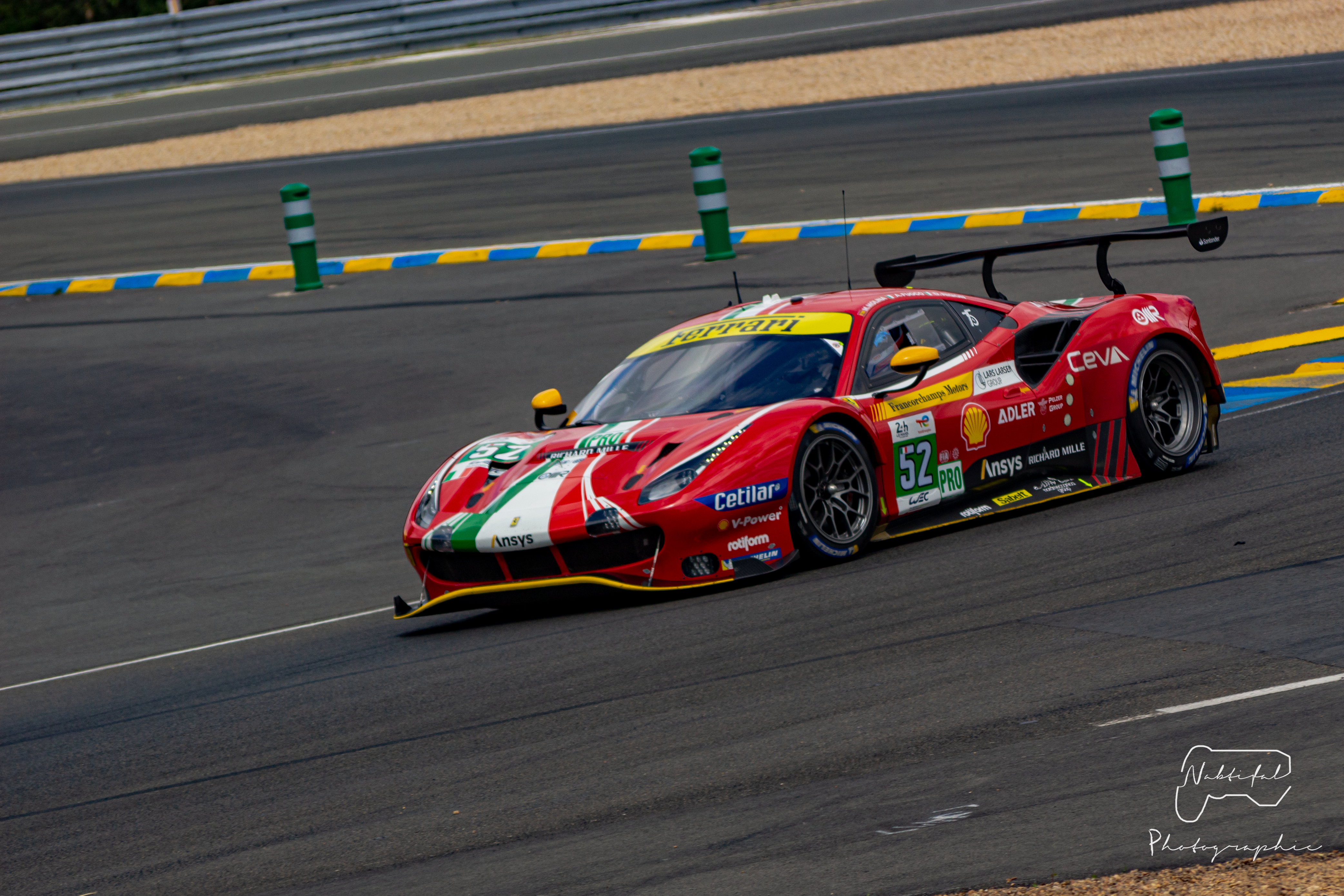
Molina durante la 24 Ore di Le Mans 2022

Dalle Touring Cars è entrato nel mondo GT. Nel 2017 ha gareggiato nella categoria LMGTE Am nel Campionato del mondo endurance, con il team AF Corse, che gli ha permesso di gareggiare per la prima volta alla 24 Ore di Le Mans. È arrivato quinto ottenendo una vittoria. Si ripete per la stagione successiva con AF Corse, aggiungendo anche la partecipazione al campionato americano SprintX GT Championship Series, categoria che si disputa all'interno del Pirelli World Challenge, con una Ferrari 488 GT3. Riuscì a vincere il campionato insieme a Toni Vilander con un discreto margine, vincendo 6 delle 10 gare disputate.
Ha continuato a disputare campionati con le GT negli anni successivi come pilota ufficiale Ferrari, evidenziando tra i suoi risultati il secondo posto nella Blancpain GT Series Endurance Cup insieme a Michail Alëšin e Davide Rigon nel 2019 e nel campionato dell'European Le Mans Series 2021 nella Categoria LMGTE, ottenendo 3 vittorie e 6 podi con il team Iron Lynx.
Nel 2022 partecipa al GT World Challenge Europe con la Ferrari 488 GT3 Evo 2020 del team Iron Lynx.

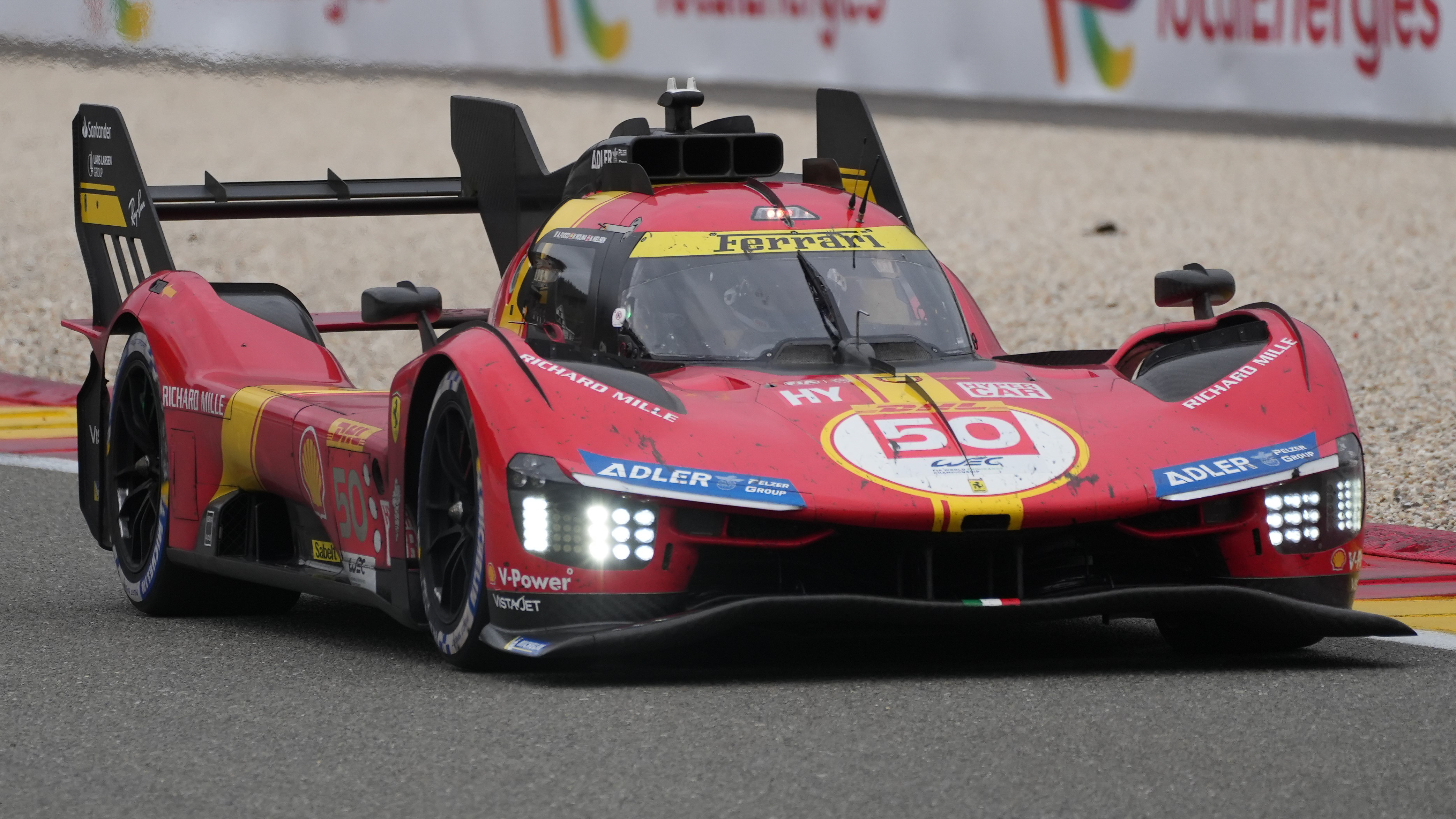
La Ferrari 499P di Molina durante la 6 ore di Spa 2023

Dal 2022 insieme ad altri piloti GT della Ferrari, Molina testa l'Oreca 07 LMP2 in vista della nuova Hypercar. Appunto nel gennaio del 2023 viene scelto come pilota ufficiale del marchio per portare in pista la nuova Ferrari 499P nel WEC, che dividerà con Antonio Fuoco e Nicklas Nielsen. L'equipaggio parte bene e conquistano due podi nelle prime due corse della stagione. Nel resto della stagione conquista altri due podi chiudendo terzo in classifica dietro le due Toyota.
Confermato anche per la stagione 2024 con i suoi compagni, ottiene il sesto posto nella prima 1812 km del Qatar mentre conquista la sua seconda pole nella 6 Ore di Imola. In gara il team sbaglia strategia perdendo la testa della corsa e l'equipaggio si deve accontentare di un quarto posto ottenuto al ultimo giro superando la Toyota Gazoo Racing. Nella 6 Ore di Spa-Francorchamps arriva grazie a un terzo posto il primo podio nella stagione mentre la prima vittoria arriva nella prestigiosa 24 Ore di Le Mans. L'equipaggio di Fuoco, Molina e Nielsen portano per il secondo anno consecutivo la Ferrari 499P a vincere la gara più prestigiosa al mondo. 
Nel 2025 prende parte alla 24 Ore di Daytona con DragonSpeed. Nel resto del anno rimane nel WEC dove ottiene la vittoria nella prima gara stagionale la 1812 km del Qatar. 

## Risultati

### Riassunto della carriera
| Stagione  | Campionato                                        | Team                            | Gare | Vittorie | Pole | Gpv | Podi | Punti | Pos  |
| --------- | ------------------------------------------------- | ------------------------------- | ---- | -------- | ---- | --- | ---- | ----- | ---- |
| 2004      | Formula Junior 1600 spagnola                      | RACC Motor Sport                | ?    | 0        | 0    | 0   | 2    | 52    | 6º   |
| 2005      | Eurocup Formula Renault 2.0                       | Pons Racing                     | 16   | 0        | 0    | 0   | 0    | 3     | 28º  |
| 2006      | F3 spagnola                                       | Racing Engineering              | 15   | 1        | 0    | 0   | 6    | 73    | 6º   |
| 2006      | Formula Renault 3.5 Series                        | GD Racing                       | 6    | 0        | 0    | 0   | 0    | 1     | 32º  |
| 2007      | Formula Renault 3.5 Series                        | Pons Racing                     | 16   | 2        | 0    | 1   | 4    | 66    | 7º   |
| 2008      | Formula Renault 3.5 Series                        | Prema Powerteam                 | 17   | 2        | 1    | 0   | 4    | 79    | 4º   |
| 2009      | Formula Renault 3.5 Series                        | Ultimate Motorsport             | 13   | 0        | 0    | 2   | 3    | 64    | 8º   |
| 2009      | Superleague Formula                               | Al Ain FC                       | 2    | 0        | 0    | 0   | 0    | 135†  | 19º† |
| 2010      | Deutsche Tourenwagen Masters                      | Abt Sportsline                  | 11   | 0        | 0    | 1   | 0    | 15    | 10º  |
| 2011      | Deutsche Tourenwagen Masters                      | Abt Sportsline                  | 10   | 0        | 2    | 0   | 1    | 11    | 11º  |
| 2012      | Deutsche Tourenwagen Masters                      | Phoenix Racing                  | 10   | 0        | 0    | 0   | 0    | 8     | 18º  |
| 2013      | Deutsche Tourenwagen Masters                      | Phoenix Racing                  | 10   | 0        | 0    | 0   | 0    | 19    | 17º  |
| 2014      | Deutsche Tourenwagen Masters                      | Phoenix Racing                  | 10   | 0        | 1    | 1   | 1    | 32    | 17º  |
| 2014      | Stock Car Brasil                                  | Mobil Super Racing              | 1    | 0        | 0    | 0   | 0    | 0     | NC‡  |
| 2015      | Deutsche Tourenwagen Masters                      | Audi Sport Team Abt Sportsline  | 18   | 1        | 2    | 1   | 2    | 54    | 17º  |
| 2015      | Blancpain Endurance Series - GT3 Pro Cup          | Saintéloc                       | 1    | 0        | 0    | 0   | 0    | 6     | 24º  |
| 2016      | Deutsche Tourenwagen Masters                      | Audi Sport Team Abt Sportsline  | 18   | 2        | 1    | 1   | 3    | 66    | 13º  |
| 2016      | CAMS Australian Endurance Championship - GT       | Jamec Pem Racing                | 2    | 0        | 0    | 1   | 0    | 150   | NC   |
| 2017      | WEC - LMGTE Am                                    | Spirit of Race                  | 8    | 1        | 0    | 5   | 4    | 97    | 5º   |
| 2017      | WEC - LMGTE Pro                                   | AF Corse                        | 1    | 0        | 0    | 0   | 0    | 32.5  | 13º  |
| 2017      | 24 Ore di Le Mans - LMGTE Pro                     | AF Corse                        | 1    | 0        | 0    | 0   | 0    | N/A   | 5º   |
| 2017      | Blancpain GT Series Endurance Cup                 | SMP Racing                      | 5    | 0        | 0    | 0   | 1    | 46    | 4º   |
| 2017      | Intercontinental GT Challenge - GT3 Pro Cup       | SMP Racing                      | 1    | 0        | 0    | 0   | 0    | 0     | NC   |
| 2017      | 12 Ore del Golfo - GT3 Pro Cup                    | Kessel Racing                   | 1    | 1        | 1    | 0   | 1    | N/A   | 1º   |
| 2018      | European Le Mans Series - LMGTE                   | JMW Motorsport                  | 6    | 2        | 2    | 2   | 3    | 88    | 2º   |
| 2018      | Blancpain GT Series Endurance Cup - Pro Cup       | SMP Racing                      | 5    | 0        | 1    | 1   | 1    | 23    | 20º  |
| 2018      | 24 Ore di Spa - Pro Cup                           | SMP Racing                      | 1    | 0        | 0    | 0   | 0    | N/A   | 10º  |
| 2018      | Pirelli World Challenge                           | R. Ferri Motorsport - GT Pro    | 10   | 6        | 1    | 3   | 8    | 224   | 8º   |
| 2018      | SprintX GT Championship Series - GT Pro           | R. Ferri Motorsport - GT Pro    | 10   | 6        | 1    | 3   | 8    | 224   | 1º   |
| 2018      | WeatherTech SportsCar Championship - GTD          | Risi Competizione               | 1    | 0        | 0    | 0   | 0    | 14    | 62º  |
| 2018      | WeatherTech SportsCar Championship - GTLM         | Risi Competizione               | 1    | 0        | 0    | 0   | 0    | 22    | 25º  |
| 2018      | 24 Ore di Le Mans - LMGTE Pro                     | AF Corse                        | 1    | 0        | 0    | 0   | 0    | N/A   | 9º   |
| 2018      | 10 Ore di Suzuka - Pro Cup                        | HubAuto Corsa                   | 1    | 0        | 0    | 0   | 0    | N/A   | 17º  |
| 2018-2019 | WEC - LMGTE Pro                                   | AF Corse                        | 3    | 0        | 0    | 0   | 0    | 22    | 20º  |
| 2019      | Blancpain GT World Challenge America - Pro Cup    | R. Ferri Motorsport             | 10   | 3        | 1    | 3   | 8    | 181   | 4º   |
| 2019      | Blancpain GT Series Endurance Cup - Pro Cup       | SMP Racing                      | 5    | 1        | 0    | 0   | 2    | 73    | 2º   |
| 2019      | Intercontinental GT Challenge - Pro Cup           | HubAuto Corsa                   | 1    | 1        | 0    | 0   | 1    | 25    | 18º  |
| 2019      | Intercontinental GT Challenge - Pro Cup           | SMP Racing                      | 1    | 0        | 0    | 0   | 0    | 25    | 18º  |
| 2019      | Intercontinental GT Challenge - Pro Cup           | CarGuy Racing                   | 1    | 0        | 0    | 0   | 0    | 25    | 18º  |
| 2019      | IMSA WeatherTech SportsCar Championship - GTLM    | Risi Competizione               | 1    | 0        | 0    | 0   | 1    | 32    | 23º  |
| 2019      | 24 Ore di Le Mans - LMGTE Pro                     | AF Corse                        | 1    | 0        | 0    | 0   | 0    | N/A   | Rit  |
| 2019-2020 | WEC - LMGTE Pro                                   | AF Corse                        | 8    | 0        | 0    | 1   | 2    | 86    | 8º   |
| 2020      | GT World Challenge Europe Endurance Cup - Pro Cup | SMP Racing                      | 3    | 0        | 0    | 0   | 0    | 0     | NC   |
| 2020      | 24 Ore di Le Mans - LMGTE Pro                     | AF Corse                        | 1    | 0        | 0    | 0   | 0    | N/A   | NC   |
| 2020      | Intercontinental GT Challenge - Pro Cup           | SMP Racing                      | 1    | 0        | 0    | 0   | 0    | 0     | NC   |
| 2021      | WEC - LMGTE Pro                                   | AF Corse                        | 6    | 0        | 1    | 3   | 3    | 92    | 4º   |
| 2021      | 24 Ore di Le Mans - LMGTE Pro                     | AF Corse                        | 1    | 0        | 0    | 0   | 0    | N/A   | 5º   |
| 2021      | Intercontinental GT Challenge - Pro Cup           | AF Corse                        | 1    | 0        | 0    | 0   | 0    | 19    | 10º  |
| 2021      | Intercontinental GT Challenge - Pro Cup           | AF Corse - Francorchamps Motors | 1    | 0        | 0    | 0   | 1    | 19    | 10º  |
| 2021      | European Le Mans Series - LMGTE                   | Iron Lynx                       | 6    | 3        | 0    | 0   | 6    | 126   | 1º   |
| 2022      | WEC - LMGTE Pro                                   | AF Corse                        | 1    | 0        | 0    | 0   | 0    | 12*   | 6º*  |

* Stagione in corso.
† Classifica delle squadre.
‡ Non idoneo per i punti.

### Formula Renault 3.5 Series
(Legenda) N.B. Le gare in grassetto indicano una pole position mentre quelle in corsivo indicano il giro più veloce in gara.
| Anno      | Scuderia            | 1   | 2   | 3   | 4   | 5   | 6   | 7   | 8   | 9   | 10  | 11  | 12  | 13  | 14  | 15  | 16  | 17  | Punti | Pos. |
| --------- | ------------------- | --- | --- | --- | --- | --- | --- | --- | --- | --- | --- | --- | --- | --- | --- | --- | --- | --- | ----- | ---- |
| GD Racing | Epsilon Euskadi     | ZOL | ZOL | MON | IST | IST | MIS | MIS | SPA | SPA | NÜR | NÜR | DON | DON | LMS | LMS | CAT | CAT | 1     | 32º  |
| GD Racing | Epsilon Euskadi     |     |     |     |     |     |     |     |     |     |     |     | 18  | 22  | 13  | 15  | 11  | 10  | 1     | 32º  |
| 2007      | Pons Racing         | MNZ | MNZ | NÜR | NÜR | MON | HUN | HUN | SPA | SPA | DON | DON | MAG | MAG | EST | EST | CAT | CAT | 66    | 7º   |
| 2007      | Pons Racing         | 8   | Rit | 10  | 3   | 13  | 20  | 15  | NP  | 11  | 12  | 11  | 8   | 2   | 1   | Rit | 1   | 15  | 66    | 7º   |
| 2008      | Prema Powerteam     | MNZ | MNZ | SPA | SPA | MON | SIL | SIL | HUN | HUN | NÜR | NÜR | BUG | BUG | EST | EST | CAT | CAT | 79    | 4º   |
| 2008      | Prema Powerteam     | Rit | Rit | 9   | 6   | 9   | 23  | Rit | Rit | 3   | Rit | 1   | 2   | 5   | 7   | 1   | Rit | 7   | 79    | 4º   |
| 2009      | Ultimate Motorsport | CAT | CAT | SPA | SPA | MON | HUN | HUN | SIL | SIL | BUG | BUG | ALG | ALG | NÜR | NÜR | ALC | ALC | 64    | 8º   |
| 2009      | Ultimate Motorsport | 9   | 14  | 3   | 3   | 4   | 7   | Rit | 9   | Rit | 9   | 2   | 7   | 4   |     |     |     |     | 64    | 8º   |

### Superleague Formula
(legenda) (Le gare in grassetto indicano la pole position) (Le gare in corsivo indicano Gpv)
| Anno | Squadra di calcio | Team                | 1   | 2   | 3   | 4   | 5   | 6   | 7   | 8   | 9   | 10  | 11  | 12  | Punti | Pos. |
| ---- | ----------------- | ------------------- | --- | --- | --- | --- | --- | --- | --- | --- | --- | --- | --- | --- | ----- | ---- |
| 2009 | Al Ain FC         | Ultimate Motorsport | MAG | MAG | ZOL | ZOL | DON | DON | EST | EST | MNZ | MNZ | JAR | JAR | 135   | 19º  |
| 2009 | Al Ain FC         | Ultimate Motorsport | 9   | 4   |     |     |     |     |     |     |     |     |     |     | 135   | 19º  |

#### Super Final
I risultati della Super Finale nel 2009 non hanno contato per i punti verso il campionato principale.
(legenda) (Le gare in grassetto indicano la pole position) (Le gare in corsivo indicano Gpv)
| Anno | Squadra di calcio | Team                | 1      | 2   | 3   | 4   | 5   | 6   |
| ---- | ----------------- | ------------------- | ------ | --- | --- | --- | --- | --- |
| 2009 | Al Ain FC         | Ultimate Motorsport | MAG NQ | ZOL | DON | EST | MNZ | JAR |

### Deutsche Tourenwagen Masters
(legenda) (Le gare in grassetto indicano la pole position) (Gare in corsivo indicano Gpv)
| Anno | Team                           | Vettura          | 1   | 2   | 3   | 4   | 5   | 6   | 7   | 8   | 9   | 10  | 11  | 12  | 13  | 14  | 15  | 16  | 17  | 18  | Punti | Pos. |
| ---- | ------------------------------ | ---------------- | --- | --- | --- | --- | --- | --- | --- | --- | --- | --- | --- | --- | --- | --- | --- | --- | --- | --- | ----- | ---- |
| 2010 | Abt Sportsline                 | Audi A4 DTM 2008 | HOC | VAL | LAU | NOR | NÜR | ZAN | BRH | OSC | HOC | ADR | SHA |     |     |     |     |     |     |     | 15    | 10º  |
| 2010 | Abt Sportsline                 | Audi A4 DTM 2008 | 8   | 8   | 13  | Rit | 14  | 5   | 4   | Rit | Rit | 17  | 5   |     |     |     |     |     |     |     | 15    | 10º  |
| 2011 | Abt Sportsline                 | Audi A4 DTM 2008 | HOC | ZAN | SPL | LAU | NOR | NÜR | BRH | OSC | VAL | HOC |     |     |     |     |     |     |     |     | 11    | 11º  |
| 2011 | Abt Sportsline                 | Audi A4 DTM 2008 | 16  | 14  | 11  | 16  | 12  | 12  | Rit | 8   | 5   | 3   |     |     |     |     |     |     |     |     | 11    | 11º  |
| 2012 | Phoenix Racing                 | Audi A5 DTM      | HOC | LAU | BRH | SPL | NOR | NÜR | ZAN | OSC | VAL | HOC |     |     |     |     |     |     |     |     | 8     | 18º  |
| 2012 | Phoenix Racing                 | Audi A5 DTM      | 9   | 15  | 7   | Rit | 12  | 15  | Rit | 15  | Rit | Rit |     |     |     |     |     |     |     |     | 8     | 18º  |
| 2013 | Phoenix Racing                 | Audi RS5 DTM     | HOC | BRH | SPL | LAU | NOR | MSC | NÜR | OSC | ZAN | HOC |     |     |     |     |     |     |     |     | 19    | 17º  |
| 2013 | Phoenix Racing                 | Audi RS5 DTM     | 15  | 11  | 14  | 16  | 14  | Rit | 8   | 8   | 10  | 5   |     |     |     |     |     |     |     |     | 19    | 17º  |
| 2014 | Audi Sport Team Abt Sportsline | Audi RS5 DTM     | HOC | OSC | HUN | NOR | MSC | SPL | NÜR | LAU | ZAN | HOC |     |     |     |     |     |     |     |     | 32    | 17º  |
| 2014 | Audi Sport Team Abt Sportsline | Audi RS5 DTM     | 13  | 6   | 2   | 22† | 12  | 11  | Rit | 9   | 18† | 8   |     |     |     |     |     |     |     |     | 32    | 17º  |
| 2015 | Audi Sport Team Abt Sportsline | Audi RS5 DTM     | HOC | HOC | LAU | LAU | NOR | NOR | ZAN | ZAN | SPL | SPL | MSC | MSC | OSC | OSC | NÜR | NÜR | HOC | HOC | 54    | 17º  |
| 2015 | Audi Sport Team Abt Sportsline | Audi RS5 DTM     | Rit | 18  | 4   | 3   | 20  | 17  | Rit | 12  | 18  | 13  | Rit | 14  | 9   | Rit | Rit | 1   | 17  | 11  | 54    | 17º  |
| 2016 | Audi Sport Team Abt            | Audi RS5 DTM     | HOC | HOC | SPL | SPL | LAU | LAU | NOR | NOR | ZAN | ZAN | MSC | MSC | NÜR | NÜR | HUN | HUN | HOC | HOC | 66    | 13º  |
| 2016 | Audi Sport Team Abt            | Audi RS5 DTM     | 10  | Rit | 19  | 14  | 1   | 19  | 17  | 14  | 18  | Rit | 17  | 11  | 15  | 20  | 3   | 18  | 1   | 14  | 66    | 13º  |

† Non ha concluso la gara, ma è stato classificato per aver completato più del 75% della distanza.

### Stock Car Brasil
(legenda) (Le gare in grassetto indicano la pole position) (Gare in corsivo indicano Gpv)
| Anno | Squadra                    | Vettura         | 1        | 2     | 3     | 4     | 5     | 6     | 7     | 8     | 9     | 10    | 11    | 12    | 13    | 14    | 15    | 16    | 17    | 18    | 19    | 20    | 21    | Punti | Posizione |
| ---- | -------------------------- | --------------- | -------- | ----- | ----- | ----- | ----- | ----- | ----- | ----- | ----- | ----- | ----- | ----- | ----- | ----- | ----- | ----- | ----- | ----- | ----- | ----- | ----- | ----- | --------- |
| 2014 | Mobil Super Pioneer Racing | Chevrolet Sonic | INT 1 13 | SCZ 1 | SCZ 2 | BRA 1 | BRA 2 | GOI 1 | GOI 2 | GOI 1 | CAS 1 | CAS 2 | CUR 1 | CUR 2 | VEL 1 | VEL 2 | SAL 1 | SAL 2 | TAR 1 | TAR 2 | RBP 1 | RBP 2 | CUR 1 | 0†    | NC†       |

† Non idoneo per i punti campionato.

### Campionato del mondo endurance
| Anno    | Squadra          | Classe    | Vettura             | SIL | SPA | LMS | NÜR | MEX | COA | FUJ | SHA | BHR | Punti | Pos. |
| ------- | ---------------- | --------- | ------------------- | --- | --- | --- | --- | --- | --- | --- | --- | --- | ----- | ---- |
| 2017    | Spirit of Race   | LMGTE Am  | Ferrari 488 GTE     | Rit | 4   |     | 2   | 4   | 3   | 1   | Rit | 3   | 97    | 5º   |
| 2017    | AF Corse         | LMGTE Pro | Ferrari 488 GTE     |     |     | 4   |     |     |     |     |     |     | 97    | 5º   |
| Anno    | Squadra          | Classe    | Vettura             | SPA | LMS | SIL | FUJ | SHA | SEB | SPA | LMS |     | Punti | Pos. |
| 2018-19 | AF Corse         | LMGTE Pro | Ferrari 488 GTE Evo |     | 6   |     |     |     | 6   |     | Rit |     | 22    | 20º  |
| Anno    | Squadra          | Classe    | Vettura             | SIL | FUJ | SHA | BHR | COA | SPA | LMS | BHR |     | Punti | Pos. |
| 2019-20 | AF Corse         | LMGTE Pro | Ferrari 488 GTE Evo | Rit | 5   | 6   | 2   | 5   | 6   | NC  | 3   |     | 86    | 8º   |
| Anno    | Squadra          | Classe    | Vettura             | SPA | ALG | MON | LMS | BHR | BHR |     |     |     | Punti | Pos. |
| 2021    | AF Corse         | LMGTE Pro | Ferrari 488 GTE Evo | 3   | 2   | 4   | 10  | 4   | 3   |     |     |     | 92    | 4º   |
| Anno    | Squadra          | Classe    | Vettura             | SEB | SPA | LMS | MON | FUJ | BHR |     |     |     | Punti | Pos. |
| 2022    | AF Corse         | LMGTE Pro | Ferrari 488 GTE Evo | 6   | 3   | 3   | 2   | 2   | 1   |     |     |     | 131   | 3°   |
| Anno    | Squadra          | Classe    | Vettura             | SEB | ALG | SPA | LMS | MON | FUJ | BHR |     |     | Punti | Pos. |
| 2023    | Ferrari AF Corse | Hypercar  | Ferrari 499P        | 3   | 2   | Rit | 5   | 2   | 4   | 3   |     |     | 120   | 3°   |
| Anno    | Squadra          | Classe    | Vettura             | QAT | IMO | SPA | LMS | SÃO | COA | FUJ | BHR |     | Punti | Pos. |
| 2024    | Ferrari AF Corse | Hypercar  | Ferrari 499P        | 6   | 4   | 3   | 1   | 6   | 3   | 9   | 11  |     | 115   | 2°   |
| Anno    | Squadra          | Classe    | Vettura             | QAT | IMO | SPA | LMS | SÃO | COA | FUJ | BHR |     | Punti | Pos. |
| 2025    | Ferrari AF Corse | Hypercar  | Ferrari 499P        | 1   | 15  | 2   | SQ  |     |     |     |     |     | 57*   |      |
| Legenda |                  |           |                     |     |     |     |     |     |     |     |     |     |       |      |

* Stagione in corso.

### 24 Ore di Le Mans
| Anno | Classe    | N° | Gomme | Vettura                                          | Squadra          | Co-piloti                     | Giri | Pos. Assol. | Pos. di Classe |
| ---- | --------- | -- | ----- | ------------------------------------------------ | ---------------- | ----------------------------- | ---- | ----------- | -------------- |
| 2017 | LMGTE Pro | 71 | M     | Ferrari 488 GTE Ferrari F154CB 3.9L Turbo V8     | AF Corse         | Davide Rigon Sam Bird         | 339  | 21º         | 5º             |
| 2018 | LMGTE Pro | 71 | M     | Ferrari 488 GTE Evo Ferrari F154CB 3.9L Turbo V8 | AF Corse         | Davide Rigon Sam Bird         | 338  | 24º         | 9º             |
| 2019 | LMGTE Pro | 71 | M     | Ferrari 488 GTE Evo Ferrari F154CB 3.9L Turbo V8 | AF Corse         | Davide Rigon Sam Bird         | 140  | Rit         | Rit            |
| 2020 | LMGTE Pro | 71 | M     | Ferrari 488 GTE Evo Ferrari F154CB 3.9L Turbo V8 | AF Corse         | Davide Rigon Sam Bird         | 340  | NC          | NC             |
| 2021 | LMGTE Pro | 52 | M     | Ferrari 488 GTE Evo Ferrari F154CB 3.9L Turbo V8 | AF Corse         | Daniel Serra Sam Bird         | 340  | 37º         | 5º             |
| 2022 | LMGTE Pro | 52 | M     | Ferrari 488 GTE Evo Ferrari F154CB 3.9L Turbo V8 | AF Corse         | Antonio Fuoco Davide Rigon    | 349  | 30°         | 3°             |
| 2023 | Hypercar  | 50 | M     | Ferrari 499P                                     | Ferrari AF Corse | Antonio Fuoco Nicklas Nielsen | 337  | 5°          | 5°             |
| 2024 | Hypercar  | 50 | M     | Ferrari 499P                                     | Ferrari AF Corse | Antonio Fuoco Nicklas Nielsen | 311  | 1°          | 1°             |
| 2025 | Hypercar  | 50 | M     | Ferrari 499P                                     | Ferrari AF Corse | Antonio Fuoco Nicklas Nielsen | 387  | SQ          | SQ             |

### Campionato IMSA WeatherTech SportsCar
(legenda) (Le gare in grassetto indicano la pole position) (Le gare in corsivo indicano Gpv)
| Anno | Squadra           | Classe | Vettura         | 1      | 2   | 3   | 4   | 5   | 6   | 7   | 8   | 9   | 10  | 11  | 12    | Punti | Pos. |
| ---- | ----------------- | ------ | --------------- | ------ | --- | --- | --- | --- | --- | --- | --- | --- | --- | --- | ----- | ----- | ---- |
| 2018 | Risi Competizione | GTD    | Ferrari 488 GT3 | DAY 17 | SEB |     | MDO | DET | WGL | MOS | LIM | ELK | VIR | LGA |       | 14    | 62º  |
| 2018 | Risi Competizione | GTLM   | Ferrari 488 GTE |        |     | LBH |     |     |     |     |     |     |     |     | PET 9 | 22    | 25º  |
| 2019 | Risi Competizione | GTLM   | Ferrari 488 GTE | DAY 2  | SEB | LBH | MDO | WGL | MOS | LRP | ELK | VIR | LGA | PET |       | 32    | 23º  |

### European Le Mans Series
| Anno    | Squadra        | Classe | Vettura             | LEC | MNZ | RBR | SIL | SPA | ALG | Punti | Pos. |
| ------- | -------------- | ------ | ------------------- | --- | --- | --- | --- | --- | --- | ----- | ---- |
| 2018    | JMW Motorsport | LMGTE  | Ferrari 488 GTE     | 1   | 4   | Rit | 1   | 4‡  | 2   | 88    | 2º   |
| Anno    | Squadra        | Classe | Vettura             | CAT | RBR | LEC | MNZ | SPA | ALG | Punti | Pos. |
| 2021    | Iron Lynx      | LMGTE  | Ferrari 488 GTE Evo | 1   | 3   | 1   | 2   | 2   | 1   | 126   | 1º   |
| Legenda |                |        |                     |     |     |     |     |     |     |       |      |

‡ La metà dei punti assegnati in quanto meno del 75% della distanza di gara è stata completata.